# بخش صحارسا
بخش صحارسا (به انگلیسی: Saharsa district) یک منطقهٔ مسکونی در هند است که در بخش کوسی واقع شده‌است. بخش صحارسا ۱٬۷۰۲ کیلومتر مربع مساحت و ۱٬۹۰۰٬۶۶۱ نفر جمعیت دارد.